# The Plot in You
The Plot in You is een Amerikaanse metalcoreband afkomstig uit Hancock County, Ohio. De band werd in 2010 opgericht door voormalig Before Their Eyes-lid Landon Tewers, die Anthony Thoma, Josh Childress, Ethan Yoder en Cole Worden rektruteerde voor zijn nieuwe project. In wisselende samenstellingen heeft de band anno 2020 vier studioalbums en een ep uitgebracht.

## Leden
- Landon Khale Tewers – leidende vocalen, gitaar, keyboard, programmeren, bas, drums (2010–heden)
- Ethan Yoder – bas (2010–heden)
- Josh Lewis Childress – gitaar (2010–heden)
- Marlon Allen Mathis – drums (2015–heden)

Voormalige leden
- Anthony Thoma – gitaar (2010–2012)
- Cole Worden – drums (2010–2013)
- Derrick Sechrist – gitaar (2012–2014)
- Kevin Rutherford – drums (2013–2014)

Tijdlijn

## Discografie
Studioalbums
| Titel                              | Label               | Jaar |
| ---------------------------------- | ------------------- | ---- |
| First Born                         | Rise Records        | 2011 |
| Could You Watch Your Children Burn | Rise Records        | 2013 |
| Happiness in Self Destruction      | StaySick Recordings | 2015 |
| Dispose                            | Fearless Records    | 2018 |
| Swan Song                          | Fearless Records    | 2021 |

Ep's
- 2010: Wife Beater